# Хомизурашвили, Николай Михайлович
Николай Михайлович Хомизурашвили (19 сентября 1900, Телави, Тифлисская губерния, Российская империя — 1 февраля 1971, Тбилиси, Грузинская ССР) — грузинский учёный, профессор. Один из основоположников промышленного плодоводства в Грузинской ССР. Директор Грузинского НИИ садоводства, виноградарства (ГрузНИИВиВ), Тбилиси, Грузинская ССР. Герой Социалистического Труда (1966). Депутат Верховного Совета Грузинской ССР 6-го созыва.

## Биография
В 1925 году окончил агрономический факультет Тифлисского государственного университета. Трудился на различных хозяйственных должностях в сельском хозяйстве Грузинской ССР. С 1929 года — доцент Тифлисского государственного университета. В последующие годы: заведующий кафедрой плодоводства Сельскохозяйственного института Грузии (1932—1935), проректор по научной части этого же института (1935—1940).
С 1940 года — заведующий кафедрой континентального плодоводства и декан факультета экономики и организации сельского хозяйства Сельскохозяйственного института Грузии. За значительный вклад в науку в области субтропического сельского хозяйства был награждён в 1946 году Орденом Трудового Красного Знамени и в 1953 году — Орденом Ленина.
С 1960 года — директор Грузинского НИИ садоводства, виноградарства и виноделия. Занимался разработкой теории зачатия и развития цветочных почек, изучал цитоэмбринологию и цитогенетику различных сортов плодовых деревьев, селекцией персика и субтропических плодовых деревьев. Благодаря его деятельности в тбилисском пригороде Дигома было построено новое здание Грузинского НИИВиВ, значительно увеличена научно-техническая база. При институте были созданы энотека грузинских вин и научный музей. Указом Президиума Верховного Совета СССР от 2 апреля 1966 года удостоен звания Героя Социалистического Труда за «достигнутые успехи в развитии сельского хозяйства, промышленности и науки Грузинской ССР» с вручением ордена Ленина и золотой медали «Серп и Молот» (№ 10894).
Избирался депутатом Верховного Совета Грузинской ССР 6-го созыва (1963—1967), с 1955 года — членом-корреспондентом Академии наук Грузинской ССР.
После выхода на пенсию проживал в Тбилиси. Умер в феврале 1971 года.
Сочинения
- Местные плодовые сорта Грузии (1939)
- Пальметическое садоводство (1969)
- Плодоводство Грузии, Тбилиси, Мецниереба, т. 1, 1969,
- Косточковые, орехоплодные и субтропические культуры. Т. 4, 1978., 950 стр.
- Отчетный доклад председателя Постоянной комиссии Верховного Совета Грузинской ССР по сельскому хозяйству : [5-я сессия верховного Совета Грузинской ССР] / Н. М. Хомизурашвили // Заря Востока. — Тбилиси, 1965. — 20 июня

Награды
- Герой Социалистического Труда
- Орден Ленина — дважды (27.10.1953; 1966)
- Орден Трудового Красного Знамени (23.11.1946)
- Заслуженный деятель науки Грузинской ССР (1946)